# 杰酷
杰酷（英語：Jaecoo；/dʒæ'kuː/ 或 /dʒeɪ'kuː/）是中国汽车制造商奇瑞旗下的一个品牌，成立于2023年。作为奇瑞国际的子公司，该品牌是为了在出口市场销售休旅车。为了支持奇瑞的出口战略，杰酷与欧萌达（Omoda）一起在中国境外独家销售。在部分市场，杰酷与欧萌达共享相同的经销权。 这两个品牌的定位都比主流的奇瑞品牌更高端。
该品牌的名称源于德语单词Jäger（意为“猎人”）和英语单词“cool”（酷）。 在伊朗，该品牌被称为Lucano。

## 历史

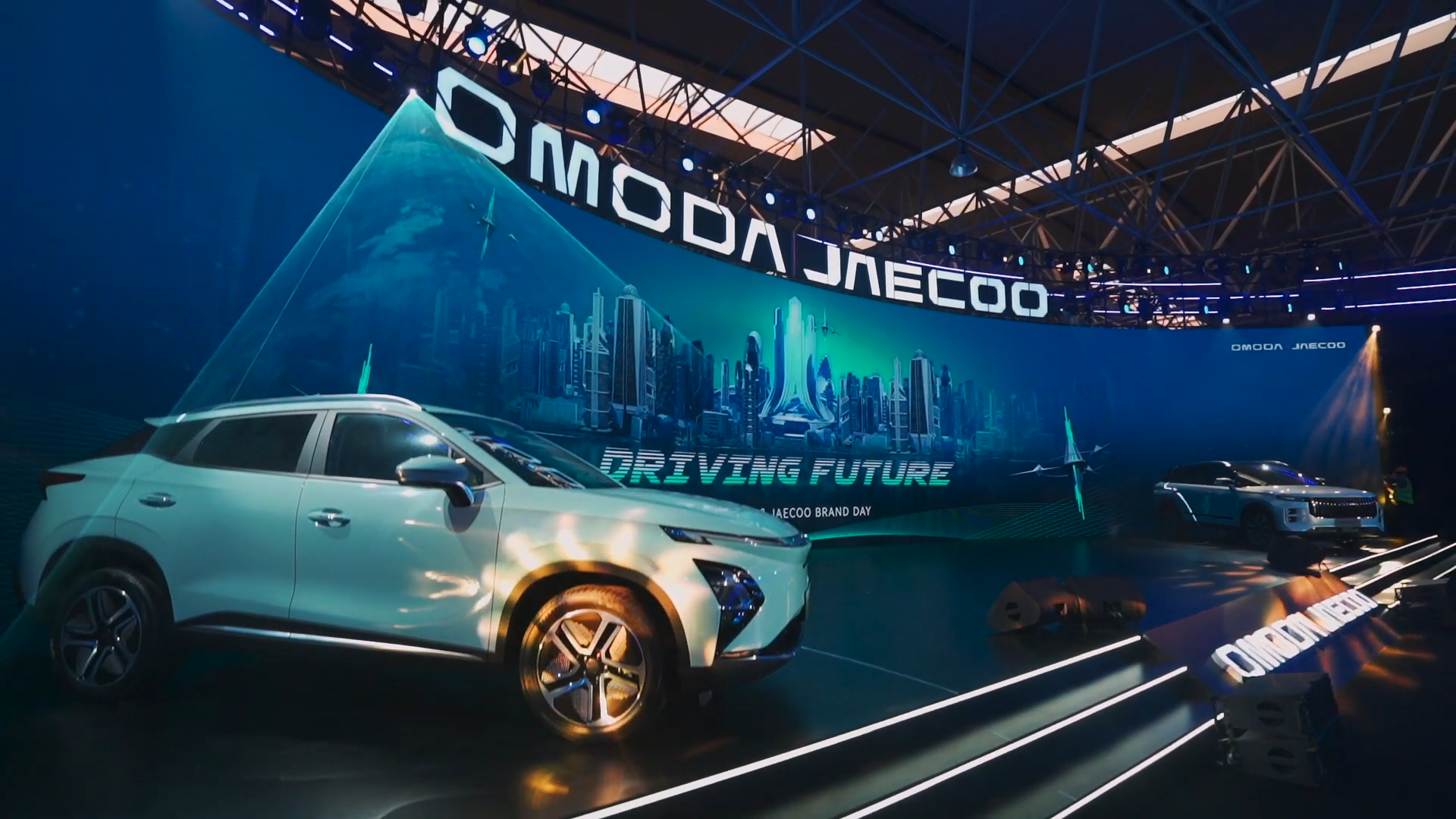
2023年4月，欧萌达和杰酷的品牌位于芜湖市，安徽省发布会

2023年4月，杰酷于在中国安徽省芜湖市与欧萌达品牌首次亮相。这两个品牌（简称“O&J”）仅在中国境外销售，以支持其出口战略。它们的共同目标是在2030年，不包括中国市场的条件下，全球年销量达到140万辆。同月，奇瑞在中国成立了一家名为安徽欧萌达杰酷汽车有限公司（Anhui Omoda Jaecoo Automobile Co., Ltd.）的独立公司，作为销售公司。
在品牌发布会上，杰酷发布了两款车型：杰酷 7（奇瑞探索 06的换标版）和杰酷 9（奇瑞瑞虎 9的换标版），后者后来更名为杰酷 J8或杰酷 8。J该品牌于2023年9月在其首个市场——俄罗斯开始销售J7和J8车型。 2024年全年，该品牌拓展了多个国家和地区的市场，包括西欧、马来西亚、中东、南非和智利。
2024年4月，杰酷在中国举行的品牌大会上推出了杰酷 J6 EV（iCar 03的换标版）。2024年10月，杰酷预览了其第四款，也是最小的车型——杰酷 J5，为小型休旅车。 J5的电动版——J5 EV，于2025年2月在印度尼西亚首次亮相。

## 车型
第一款车型在2023年10月卡塔尔的为杰酷 J7和杰酷 J8 。 第三款则车型为杰酷 J6。
- 杰酷 J6（2024至今）[15]
- 杰酷 J7（2023至今）
- 杰酷 J8/8（2023至今）

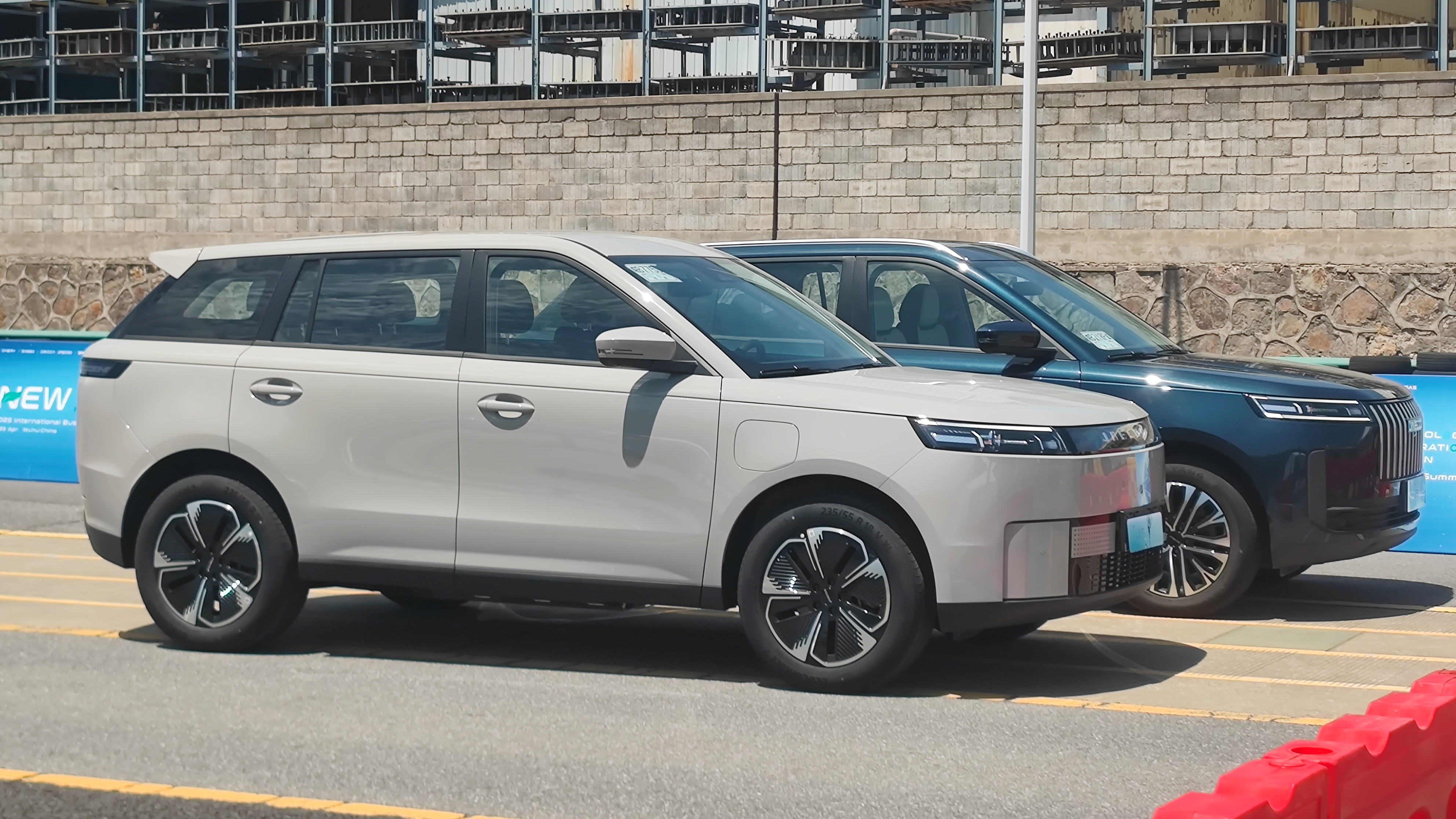
杰酷 J5/J5 EV
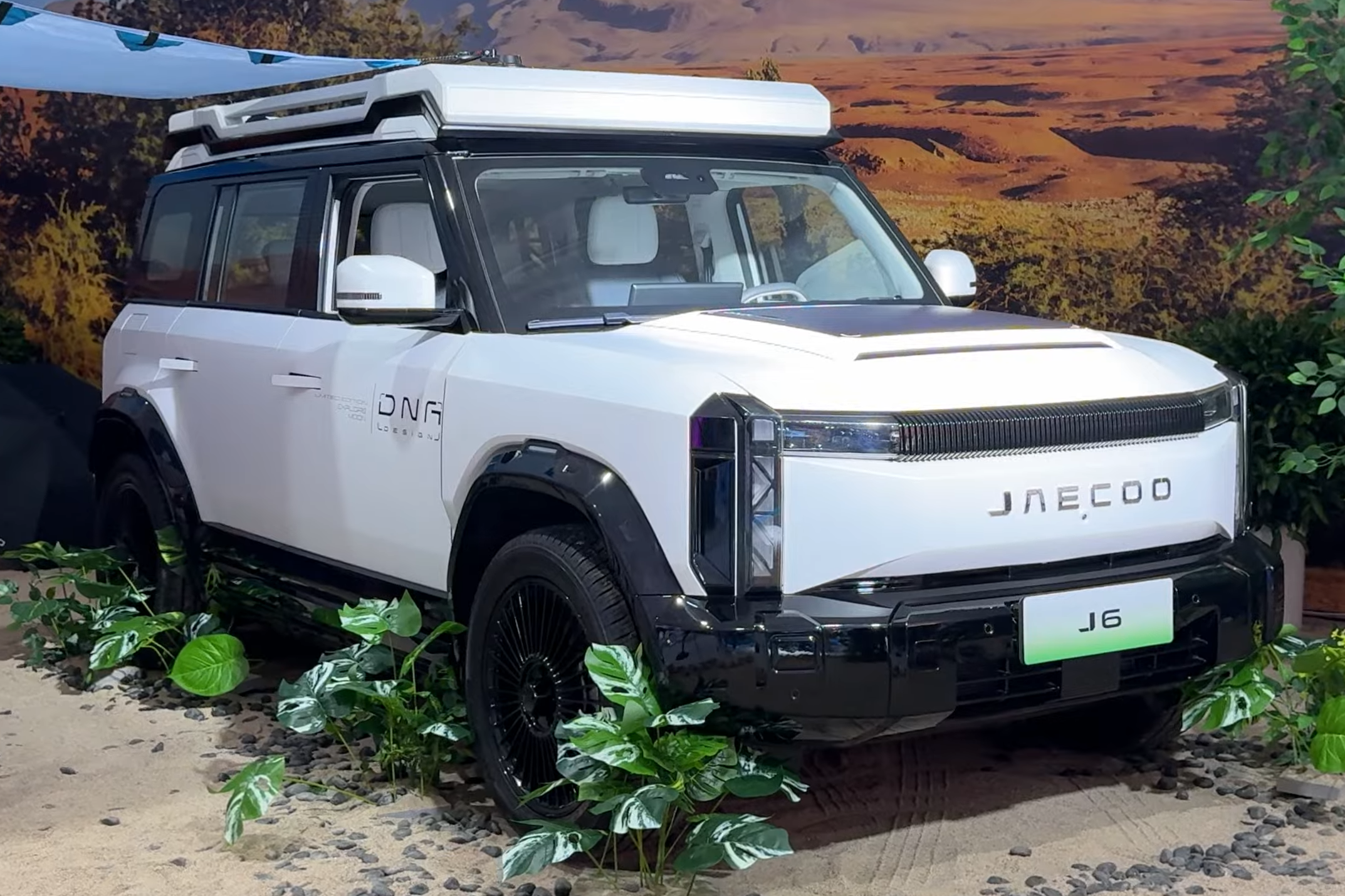
杰酷 J6
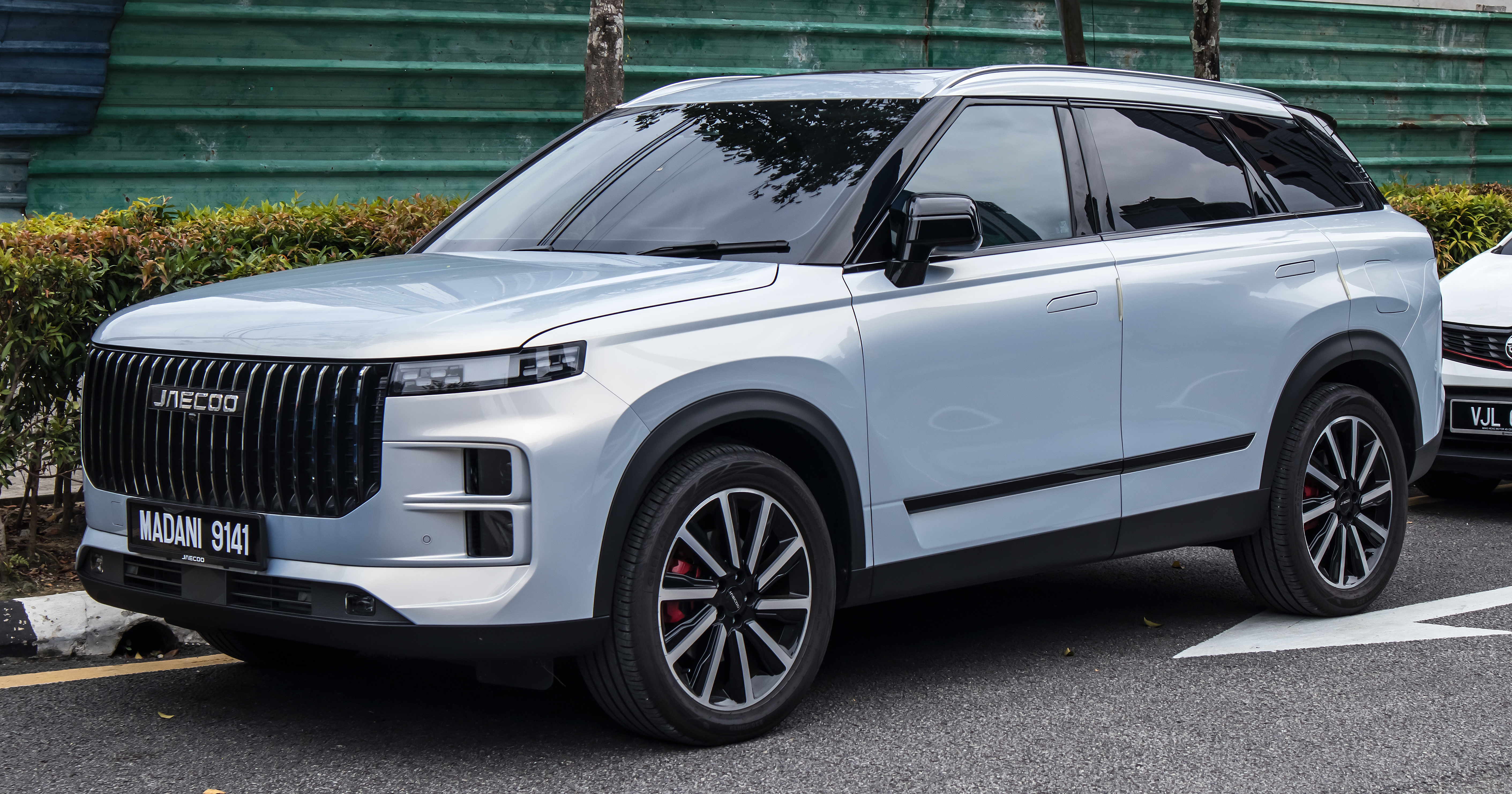
杰酷 J7
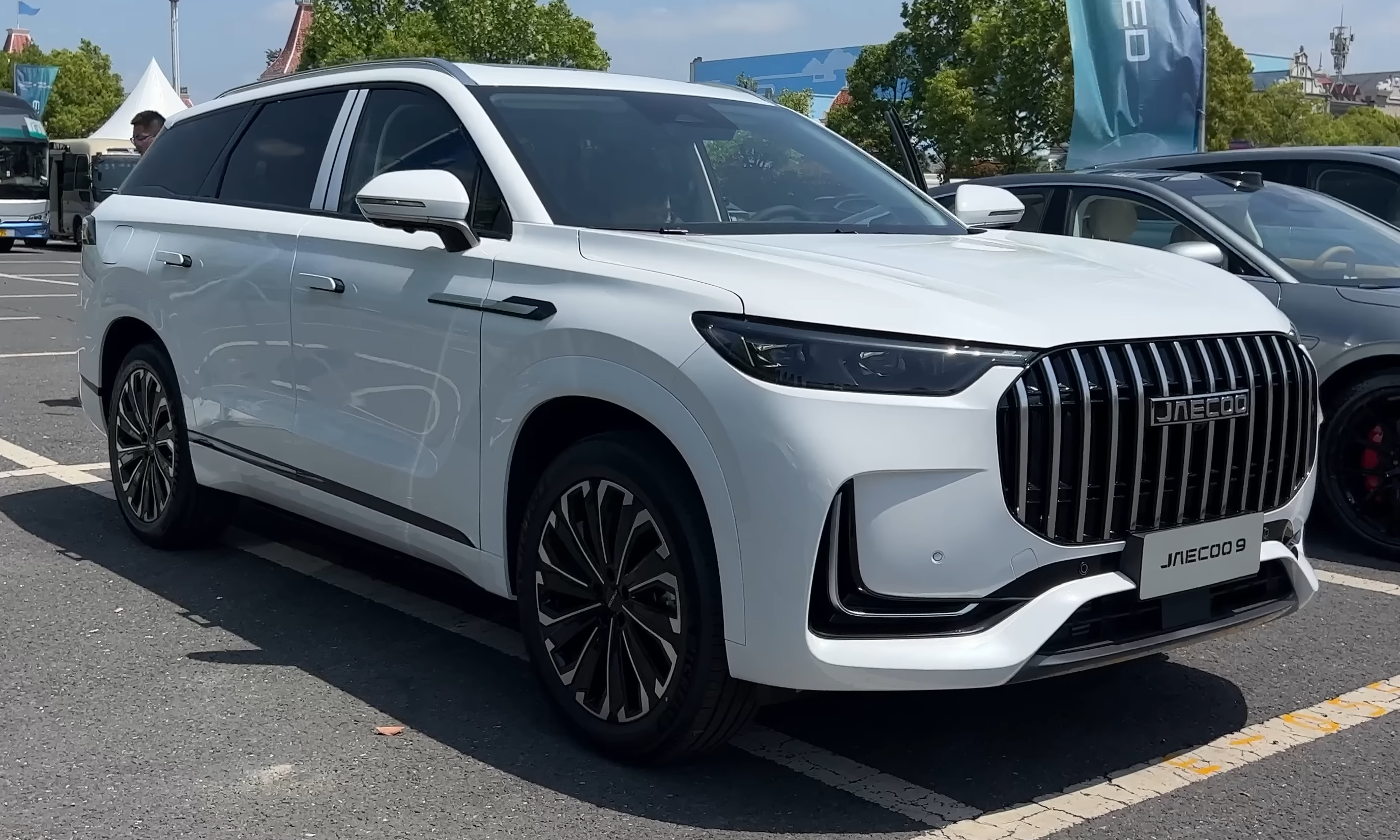
杰酷 J8

### 未来车型
- 杰酷 J5/5 EV 电动车 [16]